# Abas I de Kars
Abas I de Kars (en armeni Աբաս Ա Կարսի, mort l'any 1029) va ser un membre de la família armènia dels Bagràtides, rei de Kars de 984 a 1029.

## Biografia
Abas era fill de Musel, rei de Kars.
El 972, l'emperador romà d'Orient Joan I Tsimiscés va anar a Armènia a prendre possessió del principat del Taron (cedit pel seu príncep a l'Imperi) i va aprofitar per recórrer Armènia amb la finalitat d'impressionar els reis i els prínceps armenis dels que esperava una submissió. Però aquests no estaven encara preparats per entregar el seu país als romans d'Orient i van decidir reagrupar els seus exèrcits al llac Van. El rei Musel de Kars va enviar el seu fill i hereu Abas al front de l'exèrcit del país, igual que van fer altres prínceps. Davant aquesta demostració de força, Joan Tsimiscés, va preferir escurçar la seva visita.
El 977, a la mort d'Asoci III, rei d'Armènia i germà gran de Musel, aquest darrer va disputar la successió al seu nebot Simbaci II. Es va lliurar una guerra entre l'oncle i el nebot en la qual Abas va prendre part. Simbaci va agafar avantatge, però Musel es va aliar a David, príncep de Taiq o Tao, curopalata i vassall de l'Imperi Romà d'Orient, i per no molestar als grecs Simbaci va acceptar la pau amb Musel.
Abas va succeir al seu pare l'any 984. El 996 va ajudar el curopalata David a combatre l'emir de l'Azerbaidjan que volia reconquerir Mantziciert. El 1008 va morir David llegant els seus dominis de la Taoklardjètia a l'Imperi Romà d'Orient. L'emperador Basili II va anar llavors a prendre possessió del Taiq o Tao i va exigir un jurament de vassallatge dels prínceps i reis armenis. Abas no va tenir altra solució que sotmetre's, preparant així la futura annexió d'Armènia a l'Imperi Romà d'Orient.
Abas va morir el 1029, deixant el seu regne al seu únic fill Gaguik-Abàs II de Kars.